# 八つ墓村 オリジナル・サウンドトラック
『「八つ墓村」オリジナル・サウンドトラック』（やつはかむらオリジナルサウンドトラック）は、1977年に公開された松竹映画『八つ墓村』のサウンドトラックである。

## 概要
この頃のレコード制作は、ジャケット撮影、原盤制作、カッテイングなどの進行に１～2ヶ月かかる中、映画公開の1977年9月23日とほぼ同時期に発売するのは異例のこと（シングルはその2ヶ月前の1977年7月25日に発売）。
ほとんどの映画は撮影終了・完成から封切まで日数が限られており、海外の映画界のように、完成しても、半年から1年の長い期間を宣伝のために時間をとって公開といった余裕がない。はじめから封切日が決まっている。したがって、撮影の進行がのびれば、完成から封切までの時間はますます短縮されていく。
そのため、映画製作の進行とともに企画され、フィルム撮影にあわせてレコードの制作準備がすすめられていった。そして映画音楽のダビングと同時にレコード録音がおこなわれ、封切上映の直前までにレコードを市販するというスケジュールで進められていった。
野村芳太郎監督はサスペンス風な音楽を考えていたが、撮影をすすめ、ラッシュを見ていく中、芥川と相談の上、1964年公開・同監督作品「五弁の椿」の音楽のように、ふしぎな雰囲気を持ったテーマ曲を画面にぶつけていこうとなった。芥川も、「恐い恐いというようなサスペンス映画的なものだけじゃなくて、もっと大きく日本の風土といったものを描くという、わりとオーソドックスなものを考えている」と語っている。
全作曲・編曲・指揮：芥川也寸志、演奏：新室内楽協会（シングルでは新日本フィルハーモニー交響楽団との記載）。

### ジャケット
表は萩原健一と小川眞由美が抱き合う絵で、裏は野村監督と芥川の写真や、映画のいくつかの場面写真で構成。
1996年のCD化はオリジナルジャケットであったが、以降はデザインが異なった形で発売されている。

### CD化
シングルバージョンの「道行のテーマ」「落武者のテーマ」を加えて3回CD化されたが、2014年に映画用マスターテープ音源からのCD化で、過去発表曲と未発表曲を足した『あの頃映画サントラシリーズ「八つ墓村」』が発売された。

### 制作ダイアリー[2]
- 6月5日（日）／「道行のテーマ」「落武者のテーマ」録音。
- 7月8日（金）／芥川の指揮による演奏風景もある予告編・第5版の直しが芥川の立会いで[注釈 1]。
- 8月23日（火）／午後ラッシュ。野村監督と芥川との打ち合わせ。
- 8月26日（金）／午後1時から約2時間半のオールラッシュ後、松竹本館で会議。その後の再撮影後、夜中11時過ぎから野村監督との打ち合わせ。「メインタイトル[M1]」、「尋ね人[M2]」、野村監督からの回想シーンについての質問が芥川に向けられて、回想は全て音楽を入れるべきとの回答。「お宮参り[M13]」にはメインタイトルのテーマを使いたいと芥川。美也子と辰弥が洞窟の中を行くシーンについては、シングルレコード用に出来ていた「道行のテーマ」を用いることを決める。この日に音楽が入る25のシーン25曲についてほぼ確定。
- 9月2日（木）～3日（金）／レコーディングと映像へのダビング。

## 収録曲
LP版には、収録曲の曲数・タイトル・演奏時間は、レコード盤・ジャケット・解説にもなく、1996年にCD化された際に、はじめてタイトルが記載された。
| #         | タイトル                   | 作詞  | 作曲・編曲 | 時間 |
| --------- | -------------------------- | ----- | ---------- | ---- |
| 1.        | 「メインテーマ」           |       |            | 2:15 |
| 2.        | 「尋ね人－寺田辰弥」       |       |            | 0:38 |
| 3.        | 「第一の殺人」             |       |            | 0:44 |
| 4.        | 「八つ墓村へ」             |       |            | 1:00 |
| 5.        | 「多治見家」               |       |            | 2:17 |
| 6.        | 「四百年前・落武者惨殺」   |       |            | 1:42 |
| 7.        | 「幾重なる殺人」           |       |            | 0:39 |
| 8.        | 「鍾乳洞の鎧武者」         |       |            | 0:33 |
| 9.        | 「惨劇・32人殺し」         |       |            | 2:14 |
| 10.       | 「檻の中の鶴子」           |       |            | 2:47 |
| 11.       | 「お宮参り」               |       |            | 2:13 |
| 12.       | 「八つ墓村の系譜を追って」 |       |            | 1:55 |
| 合計時間: | 合計時間:                  | 18:57 |            |      |

| #         | タイトル                               | 作詞  | 作曲・編曲 | 時間 |
| --------- | -------------------------------------- | ----- | ---------- | ---- |
| 1.        | 「初七日法要」                         |       |            | 0:54 |
| 2.        | 「八つ墓明神の祟り」                   |       |            | 0:40 |
| 3.        | 「久野医師の死」                       |       |            | 0:42 |
| 4.        | 「青い鬼火の淵」(道行のテーマ)         |       |            | 5:49 |
| 5.        | 「竜の顎（あぎと）」                   |       |            | 2:31 |
| 6.        | 「劇中未使用曲」                       |       |            | 0:44 |
| 7.        | 「夜叉」                               |       |            | 0:54 |
| 8.        | 「絶体絶命」                           |       |            | 1:12 |
| 9.        | 「呪われた血の終焉」(落ち武者のテーマ) |       |            | 2:47 |
| 10.       | 「エンディング」                       |       |            | 1:20 |
| 合計時間: | 合計時間:                              | 17:33 |            |      |

## 2014年版

### 収録曲
| #         | タイトル                                                                           | 作詞  | 作曲・編曲 | 時間 |
| --------- | ---------------------------------------------------------------------------------- | ----- | ---------- | ---- |
| 1.        | 「メインテーマ」(【初商品化・映画用マスターテープ音源】)                           |       |            | 1:31 |
| 2.        | 「尋ね人-寺田辰弥 [M2]」(【初商品化・映画用マスターテープ音源】)                   |       |            | 0:39 |
| 3.        | 「第一の殺人 [M3]」(【初商品化・映画用マスターテープ音源】)                        |       |            | 0:45 |
| 4.        | 「辰弥の回想1 [M4]」(【初商品化・映画用マスターテープ音源】)                       |       |            | 1:18 |
| 5.        | 「八つ墓村へ [M5]」(【初商品化・映画用マスターテープ音源】)                        |       |            | 1:05 |
| 6.        | 「多治見家 [M6]」(【初商品化・映画用マスターテープ音源】)                          |       |            | 2:14 |
| 7.        | 「辰弥の回想2 [M7]」(【初商品化・映画用マスターテープ音源】)                       |       |            | 1:21 |
| 8.        | 「四百年前・落武者惨殺 [M8]」(【初商品化・映画用マスターテープ音源】)              |       |            | 3:26 |
| 9.        | 「度重なる殺人 [M9]」(【初商品化・映画用マスターテープ音源】)                      |       |            | 0:39 |
| 10.       | 「鍾乳洞の鎧武者 [M10]」(【初商品化・映画用マスターテープ音源】)                   |       |            | 0:34 |
| 11.       | 「鎧武者~父の記憶 [M11A]」(【初商品化・映画用マスターテープ音源】)                 |       |            | 0:30 |
| 12.       | 「惨劇・32人殺し [M11B]」(【初商品化・映画用マスターテープ音源】)                  |       |            | 2:21 |
| 13.       | 「檻の中の鶴子 [M12]」(【初商品化・映画用マスターテープ音源】)                     |       |            | 2:32 |
| 14.       | 「お宮参り [M13]」(【初商品化・映画用マスターテープ音源】)                         |       |            | 2:06 |
| 15.       | 「八つ墓村の系譜を追って [M14]」(【初商品化・映画用マスターテープ音源】)           |       |            | 1:51 |
| 16.       | 「初七日法要 [M15]」(【初商品化・映画用マスターテープ音源】)                       |       |            | 0:54 |
| 17.       | 「八つ墓明神の祟り [M16]」(【初商品化・映画用マスターテープ音源】)                 |       |            | 0:40 |
| 18.       | 「辰弥と金田一耕助 [M17]」(【初商品化・映画用マスターテープ音源】)                 |       |            | 0:23 |
| 19.       | 「久野医師の死 [M18]」(【初商品化・映画用マスターテープ音源】)                     |       |            | 0:51 |
| 20.       | 「青い鬼火の淵 [M19]」(【初商品化・映画用マスターテープ音源】)                     |       |            | 6:17 |
| 21.       | 「竜の顎（あぎと） [M20]」(【初商品化・映画用マスターテープ音源】)                 |       |            | 2:38 |
| 22.       | 「劇中未使用曲 [M21A]」(【初商品化・映画用マスターテープ音源】)                    |       |            | 0:44 |
| 23.       | 「春代の死 [M21B]」(【初商品化・映画用マスターテープ音源】)                        |       |            | 0:44 |
| 24.       | 「夜叉 [M22-2]」(【初商品化・映画用マスターテープ音源】)                           |       |            | 0:59 |
| 25.       | 「絶体絶命 [M23]」(【初商品化・映画用マスターテープ音源】)                         |       |            | 1:17 |
| 26.       | 「呪われた血の終焉(落武者のテーマ) [M24]」(【初商品化・映画用マスターテープ音源】) |       |            | 2:52 |
| 27.       | 「エンディング [M25]」(【初商品化・映画用マスターテープ音源】)                     |       |            | 2:09 |
| 28.       | 「道行のテーマ」                                                                   |       |            | 4:04 |
| 29.       | 「落武者のテーマ」                                                                 |       |            | 3:26 |
| 30.       | 「メインタイトル」                                                                 |       |            | 2:17 |
| 31.       | 「四百年前・落武者惨殺」                                                           |       |            | 1:44 |
| 32.       | 「お宮参り」                                                                       |       |            | 2:16 |
| 33.       | 「久野医師の死」                                                                   |       |            | 0:45 |
| 34.       | 「青い鬼火の淵（道行のテーマ）」(道行のテーマ（シングルバージョン）)               |       |            | 5:53 |
| 35.       | 「呪われた血の終焉」(落武者のテーマ（シングルバージョン）)                         |       |            | 2:50 |
| 36.       | 「エンディング」                                                                   |       |            | 1:24 |
| 37.       | 「夜叉 [M22]」(【初商品化・映画用マスターテープ音源】)                             |       |            | 0:58 |
| 合計時間: | 合計時間:                                                                          | 68:57 |            |      |

### 収録曲と使用場面
2014年版CDのライナーノーツより。
| No. | タイトル                                | 本編開始後    | 備考   |
| --- | --------------------------------------- | ------------- | ------ |
| 1   | メインタイトル[M1]                      | 2分13秒       | 初収録 |
| 2   | 尋ね人－寺田辰弥[M2]                    | 4分55秒       |        |
| 3   | 第一の殺人[M3]                          | 9分35秒       |        |
| 4   | 辰弥の回想1[M4]                         | 14分3秒       | 初収録 |
| 5   | 八つ墓村へ[M5]                          | 18分54秒      |        |
| 6   | 多治見家[M6]                            | 21分29秒      | 初収録 |
| 7   | 辰弥の回想2[M7]                         | 29分24秒      | 初収録 |
| 8   | 四百年前・落武者惨殺[M8]                | 37分47秒      | 初収録 |
| 9   | 度重なる殺人[M9]                        | 54分14秒      |        |
| 10  | 鍾乳洞の鎧武者[M10]                     | 58分29秒      |        |
| 11  | 鎧武者～父の記憶[M11A]                  | 1時間1分6秒   | 初収録 |
| 12  | 惨劇・32人殺し[M11B]                    | 1時間1分43秒  |        |
| 13  | 檻の中の鶴子[M12]                       | 1時間11分     |        |
| 14  | お宮参り[M13]                           | 1時間15分9秒  | 初収録 |
| 15  | 八つ墓村の系譜を追って[M14]             | 1時間27分9秒  | 初収録 |
| 16  | 初七日法要[M15]                         | 1時間31分24秒 |        |
| 17  | 八つ墓明神の祟り[M16]                   | 1時間36分20秒 |        |
| 18  | 辰弥と金田一耕助[M17]                   | 1時間45分48秒 | 初収録 |
| 19  | 久野医師の死[M18]                       | 1時間46分44秒 | 初収録 |
| 20  | 青い鬼火の淵（道行のテーマ）[M19]       | 1時間53分14秒 | 初収録 |
| 21  | 竜の顎（あぎと）[M20]                   | 1時間59分48秒 |        |
| 23  | 春代の死[M21B]                          | 2時間8分39秒  | 初収録 |
| 24  | 夜叉[M22-2]                             | 2時間12分19秒 | 初収録 |
| 25  | 絶体絶命[M23]                           | 2時間19分46秒 |        |
| 26  | 呪われた血の終焉（落武者のテーマ）[M24] | 2時間23分15秒 |        |
| 27  | エンディング[M25]                       | 2時間29分12秒 | 初収録 |

## 発売履歴
| 発売日        | レーベル                     | 規格 | 規格品番  | 備考                                                                                                   |
| ------------- | ---------------------------- | ---- | --------- | --- |
| 1977年9月25日 | ビクター音楽産業             | LP   | KVX-1001  | |
| 1996年1月24日 | サウンドトラック・リスナーズ | CD   | SLCS5077  | シングルバージョンの2曲も追加。                                                                        |
| 2001年9月27日 | カルチャー パブリッシャーズ  | CD   | CPC83039  | シングルバージョンの2曲も追加、オリジナルとジャケットは異なる。                                        |
| 2007年8月22日 | ユニバーサル・ミュージック   | CD   | UPCY-6422 | 映画「事件」、「鬼畜」を含む、野村芳太郎・芥川也寸志コラボ作品の2枚セット。 収録曲は過去のCD化と同じ。 |
| 2014年7月23日 | SHOCHIKU RECORDS             | CD   | SOST-3017 | 1983年の「あの頃映画サントラシリーズ」、オリジナルとジャケットは異なる。                               |

## シングル

### 解説
1977年に、ビクター音楽産業より、規格品番：KV-1001で発売された。両曲ともに、作曲・編曲・指揮は、芥川也寸志、演奏は新日本フィルハーモニー交響楽団。

### 収録曲

#### A面
- 道行のテーマ（青い鬼火の淵 / $S No.123）/ 4分1秒

#### B面
- 落武者のテーマ（長嶺峠 / $S No.31）/ 3分23秒